# Ocna (mitologia)
Nella mitologia greca,  Ocna  era il nome di una delle figlie di Colono di Tanagra.

## Il mito
Ocna era innamorata di un giovane del luogo, un tale Eunosto, figlio di Elieo, il ragazzo non contraccambiò l'amore della giovane facendola infuriare. La donna nella sua vendetta si inventò che fosse stata maltrattata e quasi violentata da Eunosto e lamentandosi con i suoi parenti ottenne l'omicidio dell'amato, i fratelli in seguito furono cacciati da Elieo.
Ocna vedendo tutto quello che era successo per colpa sua si pentì e confesso ogni cosa. La vergogna di essere causa di un omicidio fu tanta che la donna arrivò ad uccidersi.

### Fonti
- Plutarco, Qu. Graec 40

### Moderna
- Anna Ferrari, Dizionario di mitologia, Litopres, UTET, 2006, ISBN 88-02-07481-X.